# Asyprocessa spinus
Asyprocessa spinus là một loài bướm đêm thuộc họ Erebidae. Nó được tìm thấy ở miền tây và tây bắc Thái Lan.
Sải cánh dài 8–10 mm. 